# 埋橋 (松本市)
埋橋（うずはし）は長野県松本市市街地の東側の地名。現行行政地名は埋橋1丁目及び埋橋2丁目。住居表示実施済み。郵便番号は390-0813。

## 概要
松本駅前通り沿いにはビルが多い。多くは中規模のビルが中心であり、最も高いもので中部電力ビルの7階である。また1丁目には東洋計器をはじめとした工場が多い。駅前通りややまびこ道路以外の細い道沿いには、古くからある商店･住宅が多い。近年はマンションの建設も増加している。
江戸時代には埋橋村を形成していた。俗地名として栄町、幸町、若松町などがある。

## 歴史
- 1966年9月1日 - 全域に住居表示実施。

## 世帯数と人口
2018年（平成30年）10月1日現在の世帯数と人口は以下の通りである。
| 丁目      | 世帯数  | 人口    |
| --------- | ------- | ------- |
| 埋橋1丁目 | 496世帯 | 1,038人 |
| 埋橋2丁目 | 271世帯 | 560人   |
| 計        | 767世帯 | 1,598人 |

## 施設
- 松本秀峰中等教育学校
- 広明寺
- 地蔵院